# 戈拉亞火山
戈拉亞火山是俄羅斯的火山，位於阿薩恰火山以南約10公里的堪察加半島南部，海拔高度858米，山體由玄武岩組成，最近一次火山噴發在更新世晚期至全新世早期發生。